# Pavla Sudová
Pavla Sudová (* 20. března 1986 Plzeň) je bývalá česká modelka a Miss sympatie České republiky 2004, prošla si mentální anorexií.

## Životopis
Studovala na Střední sportovní a podnikatelské školy v Plzni, ale studium přerušila. Má starší sestru Petru. Její rodiče jsou rozvedení (Anna Sudová).
V roce 2004 se přihlásila do české soutěže krásy Miss České republiky, soutěžila s číslem 6. a stala se Miss sympatie. Spolu s vítězkou Janou Doleželovou získali kromě titulů i automobil.
Půl roku poté byla hospitalizována ve Fakultní nemocnici v Plzni na oddělení Psychiatrie. Zde se zjistilo, že trpí mentální anorexií. Nemoc údajně vznikla tím, že se umístila v soutěži Miss ČR, a tak přerušila školu a tak tedy neměla co dělat, umřel ji kamarád a měla problémy v rodině (její rodiče se zrovna rozváděli). Postupně přestala jíst. Z původních 58 kilogramů při výšce 177 centimetrů jí váha klesla na 52 kilogramů a váha šla stále dolů. První, kdo se problému všiml, byl její tehdejší přítel. Poté skončila i na jednotce intenzivní péče v Motolské nemocnici v Praze, později na Metabolické jednotce v Plzni a nakonec na Psychiatrické klinice v Praze. Postupně zhubla až na váhu 34 kilogramů, což pro ní bylo smrtelné, dokonce se i pokusila o sebevraždu. Nemoc postupem času překonala. S modelingem skončila.